# Зицендорф (Тирингија)
Зицендорф (њем. Sitzendorf) општина је у њемачкој савезној држави Тирингија. Једно је од 39 општинских средишта округа Залфелд-Рудолштат. Према процјени из 2010. у општини је живјело 887 становника. Посједује регионалну шифру (AGS) 16073084.

## Географски и демографски подаци
Зицендорф се налази у савезној држави Тирингија у округу Залфелд-Рудолштат. Општина се налази на надморској висини од 305 метара. Површина општине износи 2,5 km². У самом мјесту је, према процјени из 2010. године, живјело 887 становника. Просјечна густина становништва износи 352 становника/km².